# Maison de Montoire-Vendôme
Ne doit pas être confondu avec Maison de Bourbon-Vendôme.
Pour les articles homonymes, voir Vendôme (homonymie).
La maison de Montoire-Vendôme (parfois appelée de Langeais, de Vendôme, de Montoire ou de Vendôme-Montoire suivant leurs possessions) est une ancienne famille de la noblesse française, proches des comtes d'Anjou et issue des feudataires du château de Langeais, entre Touraine et Anjou.
Devenus successivement seigneurs de Montoire puis comtes de Vendôme, ses membres personnalisent la région du Vendômois à la fin du Moyen Âge, du XIIIe siècle au début du XVe siècle.
La famille s'est officiellement éteinte en 1412 en la personne de la comtesse Catherine de Vendôme, mariée au prince de sang Jean Ier de Bourbon-La Marche, faisant d'elle une ancêtre d'Henri IV et des derniers rois de France.

## Origines
La filiation de la famille est suivie depuis son fondateur, Hubert Ier, d'abord mentionné comme premier feudataire de Langeais, dans le val de Loire tourangeau. Issu d'une famille aparentée aux vicomtes du Maine et de Vendôme[réf. souhaitée], il est présenté comme un proche et vassal du puissant Foulques Nerra, qui semble avoir placé Hubert à Langeais pour garder le château construit par le comte d'Anjou (entre 980 et 990), dans un contexte de guerre contre le comte Eudes Ier de Blois.
En compétition directe avec le comté de Blois, Foulques III établit des petites marches où il érige des forteresses (Langeais, Chaumont-sur-Loire, Montrichard, Saumur, etc.) qu'il confie à des chevaliers qu'il vassalise. Pareillement à Lisois placé à Amboise par le comte, Hubert de Langeais apparaît ainsi comme un vassal de premier rang au début de l'affirmation de l'autorité du comté d'Anjou dans la partie sud de l'ancienne Neustrie. 
Le titre même de seigneur châtelain de Langeais a cependant été récemment remis en cause par Olivier Guillot ainsi que Dominique Barthélemy. Selon eux, les sources d'époque ne mentionnent pas l'appartenance directe, à Hubert ou à ses descendants, du château de Langeais,, et préfèrent le terme « honorifice fevatus », c'est-à-dire un feudataire avec un titre honorifique. Néanmoins, Dominique Barthélemy estime plutôt que ce titre accordait des droits féodaux ainsi que des prérogatives supplémentaires à celles de simples seigneuries.

## Histoire

### Les feudataires de Langeais
On ne connaît que le nom des fils d'Hubert et ses successeurs en tant que feudataires à Langeais. Lui succéda ainsi Hubert II, suivi d'Hamelin, qui conforte sa place parmi les plus grands vassaux d'Anjou. Soucieux de la minorité de son petit-fils le comte Bouchard II de Vendôme, Foulques Nerra dota temporairement Hamelin du fief du Sentier et de Monthodon, sis à la frontière avec le Blésois, afin d'en assurer la protection.
Fils d'Hamelin, Gautier de Langeais se retrouva en charge des fiefs de Naveil et de Prunay, entre autres. On lui attribue au moins deux fils : Hamelin II († 1108), qui lui succéda, et Hugues, cité comme seigneur de la Tour de Saint-Branchs.

### Les seigneurs de Montoire
Vers 1073, Hamelin II épousa dame Helvise de Montoire, fille héritière d'Eude Doubleau et de Plaisante de Montoire, et veuve de Nivelon Payen, fils du feudataire de Fréteval,. Ce mariage lui permet ainsi de devenir seigneur (à proprement parler) de Montoire.
Avec Helvise, Hamelin II eut au moins quatre fils. Si l'aîné, Gautier II († 1085), ne vécut que jusqu'à ses 7 ans, le cadet Pierre lui succéda en tant que seigneur de Montoire. Deux autres fils, Philippe et Eude Doubleau II, ainsi qu'une fille, Hersende, sont aussi mentionnés, mais n'ont pas atteint la majorité. Mondoubleau est néanmoins transmis à Ilbert Payen, fils issu du premier mariage d'Helvise. 
À Vendôme, on attribue à Hamelin II la fondation du prieuré Saint-Père-de-la-Motte. Au Sentier de Monthodon, il avait un Lisoie Jeusa pour vavasseur. 
En principe vassale du comte de Vendôme, la seigneurie de Montoire bénéficie d'une autonomie plus forte que celle attribuée à Lavardin, cité rivale située sur l'autre rive du Loir, en face de Montoire. En 1108, Hamelin II et Pierre sont notamment cités comme vassal du comte du Maine, à la fin du règne d'Élie Ier dont l'épouse provenait de Château-du-Loir. Pierre entra même en guerre contre le comte Geoffroy III de Vendôme, en 1121.
Marié à une Ade, Pierre fut père d'au moins deux fils, Philippe, qui lui succéda, et Harduin, dont on ne connaît rien.
Bien que Dominique Barthélemy déplore le manque cruel de sources en Vendômois au XIIe siècle, nous savons que Philippe épousa à son tour une Aenor, avec qui il eut au moins un fils, aussi prénommé Philippe. À la fin de ce siècle, un Philippe de Montoire est mentionné : il peut s'agir de ce même Philippe Ier ou bien de son fils, Philippe II.
Ce deuxième Philippe laissa en tout cas une Leticia veuve d'un fils, devenu Pierre II de Montoire († avant 1202). Ce dernier épousa demoiselle Agnès de Vendôme, fille du comte Bouchard IV et sœur de Jean III († 1218), mort sans enfants malgré son mariage avec Marie de Châtillon.
D'Agnès, Pierre II eut au moins un fils, Jean de Montoire, qui lui succéda. À la mort de son oncle Jean l'Ecclésiastique, Jean de Montoire hérita du comté de Vendôme.

### Les comtes de Vendôme
Si la conquête de l'Anjou en 1205 par Philippe Auguste marque un tournant dans la région, c'est bien l'accession de Jean de Montoire au titre de comte, où il prend le nom de Jean IV, qui permet la réunion définitive de la seigneurie de Montoire au comté de Vendôme et donc, la stabilisation de la région, jadis marquée par la rivalité des différents seigneurs.

### Continuité
Par son mariage avec le prince de sang Jean Ier de Bourbon-La Marche, issu de la maison capétienne de Bourbon, Catherine de Vendôme assure la postérité de sa famille. Leurs descendants directs, qui portent le nom de Bourbon-Vendôme, conservèrent le comté de Vendôme — érigé en duché-pairie en 1515 — jusqu'en 1712. Par ailleurs, Catherine se trouve être l'ancêtre directe d'Henri IV, d'abord duc de Vendôme avant d'être sacré roi de France et de Navarre qui, de facto, réunit le duché à la Couronne lors de son accession au trône en 1589.
Le duché est ensuite offert en apanage à César de Vendôme, fils légitimé d'Henri IV avec sa maîtresse Gabrielle d'Estrées, qui le transmet à son tour à ses descendants jusqu'à son petit-fils, Louis Joseph de Vendôme († 1712).

## Généalogie simplifiée
|                     |                     |                     |                     |                     |                     |                            |                     |                       |                       |                       |                       |                            |                       |                     |                     |                     |                     |                    |                    |                           |                           |                           |                           |                           |                           |                           |                           |                           |                           |  |  |  |  |
| maison de Langeais  |                     |                     |                     |                     |                     |                            |                     |                       |                       |                       |                       |                            |                       |                     |                     |                     |                     |                    |                    |                           |                           |                           |                           |                           |                           |                           |                           |                           |                           |  |  |  |  |
| Hubert Ier († ???)  |                     |                     |                     |                     |                     |                            |                     |                       |                       |                       |                       |                            |                       |                     |                     |                     |                     |                    |                    |                           |                           |                           |                           |                           |                           |                           |                           |                           |                           |  |  |  |  |
|                     |                     |                     |                     |                     |                     |                            |                     |                       |                       |                       |                       |                            |                       |                     |                     |                     |                     |                    |                    |                           |                           |                           |                           |                           |                           |                           |                           |                           |                           |  |  |  |  |
| Hubert II († ???)   |                     |                     |                     |                     |                     |                            |                     |                       |                       |                       |                       |                            |                       |                     |                     |                     |                     |                    |                    |                           |                           |                           |                           |                           |                           |                           |                           |                           |                           |  |  |  |  |
|                     |                     |                     |                     |                     |                     |                            |                     |                       |                       |                       |                       |                            |                       |                     |                     |                     |                     |                    |                    |                           |                           |                           |                           |                           |                           |                           |                           |                           |                           |  |  |  |  |
| Hamelin Ier († ???) |                     |                     |                     |                     |                     |                            |                     |                       |                       |                       |                       |                            |                       |                     |                     |                     |                     |                    |                    |                           |                           |                           |                           |                           |                           |                           |                           |                           |                           |  |  |  |  |
|                     |                     |                     |                     |                     |                     |                            |                     |                       |                       |                       |                       |                            |                       |                     |                     |                     |                     |                    |                    |                           |                           |                           |                           |                           |                           |                           |                           |                           |                           |  |  |  |  |
| Gautier († ???)     |                     |                     |                     |                     |                     |                            |                     |                       |                       |                       |                       |                            |                       |                     |                     |                     |                     |                    |                    |                           |                           |                           |                           |                           |                           |                           |                           |                           |                           |  |  |  |  |
|                     |                     |                     |                     |                     |                     |                            |                     |                       |                       |                       |                       |                            |                       |                     |                     |                     |                     |                    |                    |                           |                           |                           |                           |                           |                           |                           |                           |                           |                           |  |  |  |  |
| Hamelin II († 1108) | Hamelin II († 1108) | Hamelin II († 1108) | Hamelin II († 1108) | Hamelin II († 1108) | Hamelin II († 1108) |                            |                     |                       |                       |                       |                       | Helvise de Montoire        | Helvise de Montoire   | Helvise de Montoire | Helvise de Montoire | Helvise de Montoire | Helvise de Montoire |                    |                    |                           |                           |                           |                           |                           |                           |                           |                           |                           |                           |  |  |  |  |
| Hamelin II († 1108) | Hamelin II († 1108) | Hamelin II († 1108) | Hamelin II († 1108) | Hamelin II († 1108) | Hamelin II († 1108) |                            |                     |                       |                       |                       |                       | Helvise de Montoire        | Helvise de Montoire   | Helvise de Montoire | Helvise de Montoire | Helvise de Montoire | Helvise de Montoire |                    |                    |                           |                           |                           |                           |                           |                           |                           |                           |                           |                           |  |  |  |  |
|                     |                     |                     |                     |                     |                     | seconde maison de Montoire |                     |                       |                       |                       |                       |                            |                       |                     |                     |                     |                     |                    |                    |                           |                           |                           |                           |                           |                           |                           |                           |                           |                           |  |  |  |  |
|                     |                     |                     |                     |                     |                     | Pierre Ier († ???)         |                     |                       |                       |                       |                       |                            |                       |                     |                     |                     |                     |                    |                    |                           |                           |                           |                           |                           |                           |                           |                           |                           |                           |  |  |  |  |
|                     |                     |                     |                     |                     |                     |                            |                     |                       |                       |                       |                       |                            |                       |                     |                     |                     |                     |                    |                    |                           |                           |                           |                           |                           |                           |                           |                           |                           |                           |  |  |  |  |
|                     |                     |                     |                     |                     |                     | Philippe Ier († ???)       |                     |                       |                       |                       |                       |                            |                       |                     |                     |                     |                     |                    |                    |                           |                           |                           |                           |                           |                           |                           |                           |                           |                           |  |  |  |  |
|                     |                     |                     |                     |                     |                     |                            |                     |                       |                       |                       |                       |                            |                       |                     |                     |                     |                     |                    |                    |                           |                           |                           |                           |                           |                           |                           |                           |                           |                           |  |  |  |  |
|                     |                     |                     |                     |                     |                     | Philippe II († ???)        | Philippe II († ???) | Philippe II († ???)   | Philippe II († ???)   | Philippe II († ???)   | Philippe II († ???)   |                            |                       |                     |                     |                     |                     | maison de Preuilly | maison de Preuilly | maison de Preuilly        | maison de Preuilly        | maison de Preuilly        | maison de Preuilly        |                           |                           |                           |                           |                           |                           |  |  |  |  |
|                     |                     |                     |                     |                     |                     | Philippe II († ???)        | Philippe II († ???) | Philippe II († ???)   | Philippe II († ???)   | Philippe II († ???)   | Philippe II († ???)   |                            |                       |                     |                     |                     |                     | maison de Preuilly | maison de Preuilly | maison de Preuilly        | maison de Preuilly        | maison de Preuilly        | maison de Preuilly        |                           |                           |                           |                           |                           |                           |  |  |  |  |
|                     |                     |                     |                     |                     |                     | Pierre II († ???)          | Pierre II († ???)   | Pierre II († ???)     | Pierre II († ???)     | Pierre II († ???)     | Pierre II († ???)     |                            |                       |                     |                     |                     |                     | Agnès de Vendôme   | Agnès de Vendôme   | Agnès de Vendôme          | Agnès de Vendôme          | Agnès de Vendôme          | Agnès de Vendôme          |                           |                           |                           |                           |                           |                           |  |  |  |  |
|                     |                     |                     |                     |                     |                     | Pierre II († ???)          | Pierre II († ???)   | Pierre II († ???)     | Pierre II († ???)     | Pierre II († ???)     | Pierre II († ???)     |                            |                       |                     |                     |                     |                     | Agnès de Vendôme   | Agnès de Vendôme   | Agnès de Vendôme          | Agnès de Vendôme          | Agnès de Vendôme          | Agnès de Vendôme          |                           |                           |                           |                           |                           |                           |  |  |  |  |
|                     |                     |                     |                     |                     |                     |                            |                     |                       |                       |                       |                       | deuxième maison de Vendôme |                       |                     |                     |                     |                     |                    |                    |                           |                           |                           |                           |                           |                           |                           |                           |                           |                           |  |  |  |  |
|                     |                     |                     |                     |                     |                     |                            |                     |                       |                       |                       |                       | Jean IV († 1240)           |                       |                     |                     |                     |                     |                    |                    |                           |                           |                           |                           |                           |                           |                           |                           |                           |                           |  |  |  |  |
|                     |                     |                     |                     |                     |                     |                            |                     |                       |                       |                       |                       |                            |                       |                     |                     |                     |                     |                    |                    |                           |                           |                           |                           |                           |                           |                           |                           |                           |                           |  |  |  |  |
|                     |                     |                     |                     |                     |                     |                            |                     |                       |                       |                       |                       | Pierre († 1249)            |                       |                     |                     |                     |                     |                    |                    |                           |                           |                           |                           |                           |                           |                           |                           |                           |                           |  |  |  |  |
|                     |                     |                     |                     |                     |                     |                            |                     |                       |                       |                       |                       |                            |                       |                     |                     |                     |                     |                    |                    |                           |                           |                           |                           |                           |                           |                           |                           |                           |                           |  |  |  |  |
|                     |                     |                     |                     |                     |                     |                            |                     |                       |                       |                       |                       | Bouchard V († 1271)        |                       |                     |                     |                     |                     |                    |                    |                           |                           |                           |                           |                           |                           |                           |                           |                           |                           |  |  |  |  |
|                     |                     |                     |                     |                     |                     |                            |                     |                       |                       |                       |                       |                            |                       |                     |                     |                     |                     |                    |                    |                           |                           |                           |                           |                           |                           |                           |                           |                           |                           |  |  |  |  |
|                     |                     |                     |                     |                     |                     |                            |                     |                       |                       |                       |                       | Jean V († 1315)            |                       |                     |                     |                     |                     |                    |                    |                           |                           |                           |                           |                           |                           |                           |                           |                           |                           |  |  |  |  |
|                     |                     |                     |                     |                     |                     |                            |                     |                       |                       |                       |                       |                            |                       |                     |                     |                     |                     |                    |                    |                           |                           |                           |                           |                           |                           |                           |                           |                           |                           |  |  |  |  |
|                     |                     |                     |                     |                     |                     |                            |                     |                       |                       |                       |                       | Bouchard VI († 1354)       |                       |                     |                     |                     |                     |                    |                    |                           |                           |                           |                           |                           |                           |                           |                           |                           |                           |  |  |  |  |
|                     |                     |                     |                     |                     |                     |                            |                     |                       |                       |                       |                       |                            |                       |                     |                     |                     |                     |                    |                    |                           |                           |                           |                           |                           |                           |                           |                           |                           |                           |  |  |  |  |
|                     |                     |                     |                     |                     |                     |                            |                     |                       |                       |                       |                       | Jean VI († 1364)           |                       |                     |                     |                     |                     |                    |                    |                           |                           |                           |                           |                           |                           |                           |                           |                           |                           |  |  |  |  |
|                     |                     |                     |                     |                     |                     |                            |                     |                       |                       |                       |                       |                            |                       |                     |                     |                     |                     |                    |                    |                           |                           |                           |                           |                           |                           |                           |                           |                           |                           |  |  |  |  |
|                     |                     |                     |                     |                     |                     |                            |                     |                       |                       |                       |                       |                            |                       |                     |                     |                     |                     |                    |                    |                           |                           |                           |                           |                           |                           |                           |                           |                           |                           |  |  |  |  |
|                     |                     |                     |                     |                     |                     |                            |                     | Bouchard VII († 1371) | Bouchard VII († 1371) | Bouchard VII († 1371) | Bouchard VII († 1371) | Bouchard VII († 1371)      | Bouchard VII († 1371) |                     |                     | Catherine († 1412)  | Catherine († 1412)  | Catherine († 1412) | Catherine († 1412) | Catherine († 1412)        | Catherine († 1412)        |                           |                           | Jean de Bourbon-La Marche | Jean de Bourbon-La Marche | Jean de Bourbon-La Marche | Jean de Bourbon-La Marche | Jean de Bourbon-La Marche | Jean de Bourbon-La Marche |  |  |  |  |
|                     |                     |                     |                     |                     |                     |                            |                     | Bouchard VII († 1371) | Bouchard VII († 1371) | Bouchard VII († 1371) | Bouchard VII († 1371) | Bouchard VII († 1371)      | Bouchard VII († 1371) |                     |                     | Catherine († 1412)  | Catherine († 1412)  | Catherine († 1412) | Catherine († 1412) | Catherine († 1412)        | Catherine († 1412)        |                           |                           | Jean de Bourbon-La Marche | Jean de Bourbon-La Marche | Jean de Bourbon-La Marche | Jean de Bourbon-La Marche | Jean de Bourbon-La Marche | Jean de Bourbon-La Marche |  |  |  |  |
|                     |                     |                     |                     |                     |                     |                            |                     |                       |                       |                       |                       |                            |                       |                     |                     |                     |                     |                    |                    |                           |                           |                           |                           |                           |                           |                           |                           |                           |                           |  |  |  |  |
|                     |                     |                     |                     |                     |                     |                            |                     | Jeanne († 1372)       | Jeanne († 1372)       | Jeanne († 1372)       | Jeanne († 1372)       | Jeanne († 1372)            | Jeanne († 1372)       |                     |                     |                     |                     |                    |                    | maison de Bourbon-Vendôme | maison de Bourbon-Vendôme | maison de Bourbon-Vendôme | maison de Bourbon-Vendôme | maison de Bourbon-Vendôme | maison de Bourbon-Vendôme |                           |                           |                           |                           |  |  |  |  |

## Héraldique
La maison de Montoire portait initialement « d’argent au lambel de six pendants de sable posé en chef »[réf. nécessaire]. De nos jours, la commune de Montoire-sur-le-Loir (Loir-et-Cher) a repris ces armes dans son blason officiel.

Depuis son accession au comté de Vendôme en 1217, la famille a repris les armes des comtes précédents, issus de la maison de Preuilly, « d’argent au chef de gueules, au lion d’azur brochant sur le tout », brisant le lion « couronné, armé et lampassé d’or »,. Ces armes ont été reprises à l'identique pour le blason officiel de l'actuelle commune de Vendôme (Loir-et-Cher également),.

Blason original de la famille et de l'actuelle commune de Montoire-sur-le-Loir.
Blason des comtes et de l'actuelle commune de Vendôme.
Blason des comtes de Vendôme antérieurs, issus de la maison de Preuilly.

Héritière de la famille de Montoire, la maison de Bourbon-Vendôme a également repris ces armes, d'abord en les écartelant avec les armes des Bourbons, puis en reprenant trois lionceaux d’argent sur une bande de gueules.

Blason original de la maison de Bourbon-La Marche, avant son alliance avec la maison de Montoire-Vendôme.
Blason primitif de la maison de Bourbon-Vendôme.
Blason moderne de la maison de Bourbon-Vendôme, reprenant les trois lionceaux des Bourbon-La Marche, mais dans la même position que le lion des comtes de Vendôme.